# Galbi-jjim
Galbi-jjim (tiếng Hàn: 갈비찜) là một món jjim trong ẩm thực Triều Tiên được làm bằng galbi (갈비). Galbijjim thường được làm từ sườn non của bò hoặc lợn (돼지, dweji). Trong trường hợp dùng nguyên liệu thịt lợn, nó được gọi là dweji galbijjim (돼지갈비찜).

## Thư viện ảnh

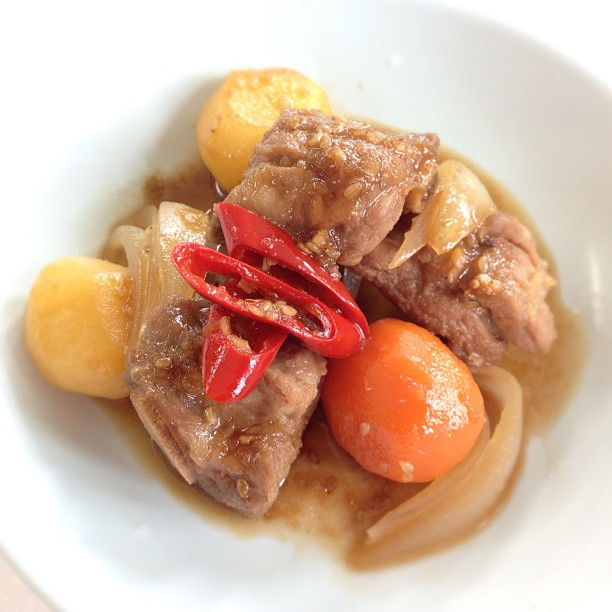
Dwaeji-galbi-jjim (sườn lợn om)